# Laurentova vrsta
Laurentova vŕsta [loránova ~] kompleksne funkcije je v matematiki predstavitev funkcije kot (neskončne) potenčne vrste, ki obsega tudi člene z negativnim indeksom. Uporablja se npr. tam kjer za kompleksno funkcijo ni mogoče uporabiti Taylorjeve vrste. Na primer, če funkcija vsebuje singularnost. Vrsta se imenuje po Pierru Alphonsu Laurentu, ki jo je prvi objavil leta 1843. Verjetno jo je že leta 1841 odkril Karl Weierstrass, vendar je do tedaj ni objavil.
Laurentova vrsta kompleksne funkcije {\displaystyle f(z)\,} okrog točke {\displaystyle c\,} je dana z:
{\displaystyle f(z)=\sum _{n=-\infty }^{\infty }a_{n}(z-c)^{n}\!\,,}
kjer so {\displaystyle a_{n}} konstante, ki se jih dobi z rešitvijo krivuljnega integrala, kar je posplošitev Cauchyjeve integralske formule:
{\displaystyle a_{n}={\frac {1}{2\pi i}}\oint _{\gamma }{\frac {f(z)\,\mathrm {d} z}{(z-c)^{n+1}}}\!\,.}
Krivulja {\displaystyle \gamma \,} po kateri se integrira je pozitivno orientirana (giblje se v smeri nasprotni urinemu kazalcu), zaprta, odsekoma gladka brez presekov s samo seboj, ograjuje {\displaystyle c\,} in leži v krožnem kolobarju {\displaystyle A\,} s središčem v {\displaystyle c\,}, kjer je funkcija {\displaystyle f(z)\,} holomorfna (analitična). Razvoj {\displaystyle f(z)\,} bo na ta način veljaven povsod znotraj krožnega kolobarja. Krožni kolobar je na sliki desno prikazan rdeče, zgled ustrezne poti integracije je označen z {\displaystyle \gamma \,}. Če se za {\displaystyle \gamma \,} vzame krožnico {\displaystyle |z-c|=\varrho \,}, kjer je {\displaystyle r<\varrho <R\,}, se naloga prevede na računanje kompleksnih Fourierjevih koeficientov z omejitvijo {\displaystyle f\,} na {\displaystyle \gamma \,}. Dejstvo, da se ti integrali pri deformaciji krivulje {\displaystyle \gamma \,} ne spremenijo, predstavlja neposredno posledico (posplošenega) Stokesovega izreka.
V praksi zgornja integralska formula ne omogoča najbolj praktične metode za računanje koeficientov {\displaystyle a_{n}\,} za dano funkcijo {\displaystyle f(z)\,}. Velikokrat je treba sestaviti skupaj Laurentove vrste s kombinacijo znanih razvojev v Taylorjevo vrsto. Ker je razvoj v Laurentovo vrsto, če obstaja, edin, mora pravzaprav biti vsak izraz te oblike, ki je dejansko enak dani funkciji {\displaystyle f(z)\,} v kakšnem krožnem kolobarju, že razvoj {\displaystyle f(z)\,} v Laurentovo vrsto.